# 张倬闻
张倬闻（1986年2月28日—）（原名:张小斌），辽宁人，毕业于中央戲劇學院2005级表演系，中国大陆男演员，为台湾制作人简远信常用演员。《新还珠格格》飾小桌子開始為人所熟識。多次劇中與鄔靖靖合作。

## 电视剧
- 2010年《我爱北京天安门》飾 瞿东东
- 2011年《新还珠格格》飾 小桌子
- 2012年《先结婚后恋爱》飾 乔良
- 2012年《穷孩子富孩子》飾 乔枫
- 2013年《笑傲江湖》飾 陆大有
- 2013年《毛泽东》飾 萧子升
- 2014年《封神英雄榜》飾 哪咤
- 2014年《剑侠(八仙前传)》飾 韩湘子/石俊卿
- 2014年《少林寺传奇·藏经阁》飾 徐子豪
- 2015年《封神英雄》飾 哪咤
- 2015年《橙色密码》飾 唐子文
- 2016年《真命天子》飾 朱元璋
- 2016年《忍冬艳蔷薇》飾 陈正定
- 2017年《喋血长江》飾 莫英豪
- 2017年《降龙伏虎小济公》(網絡劇)飾 降龙/洪少佘
- 2018年《我们的千阙歌》飾 曲恒
- 2019年《谍海追踪》飾 孙阳
- 2019年《共产党人刘少奇》飾 洪庚扬
- 2019年《伟大的转折》飾 陈诚
- 2021年《清风朗月花正开》(網絡劇)飾 何质谷
- 2021年《一念时光》飾 宫彧
- 待播《夏末初见》(網絡劇)
- 待播《穿越时空的勋章-惊变》飾 關保平

## 电影
- 2019年《七剑下天山之修罗眼》(網絡電影)
- 2021年《上海夜行1黑金迷案》(網絡電影)饰 梁家晋